# Партія конституційних інновацій
«Ріккен Какушінто» (яп. 立憲革新党) або «Партія Конституційних Інновацій» японська політична партія що діяла в Японській імперії в кінці дев'ятнадцятого століття.

## Історія
Нова японська політична партія «Партія Конституційних Інновацій» була заснована у травні 1894 року шляхом об'єднання двох японських політичних партій «Союз Асоціацій» та «Асоціація однодумців», які разом отримали 42 місця на виборах в парламент Японської імперії у березні 1894 року, хоча на момент їхнього об'єднання в парламенті Японської імперії залишилося лише 40 їхніх членів. Пізніше п'ять членів цієї новоствореної політичної партії які входили до її складу, вирішили залишити її лави, щоб створити нову японську політичну партію «Прогресивну партію Тюгоку».
На виборах в парламент Японської імперії які пройшли у вересні 1894 року  «Партія Конституційних Інновацій» здобула 30 місць. У лютому 1896 року  «Партія Конституційних Інновацій» об'єдналась з «Партія конституційних реформ», «Прогресивною партією» «Chūgoku», «Teikoku Zaisei Kakushin-kai» і «Ōte Club», щоб сформувати нову японську політичну партію «Прогресивна партія (Японська імперія)».

## Результати виборів
| Вибори             | Лідер | Місць в парламенті Японської імперії | Статус   |
| ------------------ | ----- | ------------------------------------ | -------- |
| Вересень 1894 року |       | 30 / 300                             | Опозиція |